# The Fluid
The Fluid sono un gruppo rock statunitense originario di Denver, formato nel 1984 e sciolto nel 1993, riformato nel 2008.

## Storia
Importanti per la scena rock alternativa americana dei primi anni novanta. I Fluid hanno pubblicato tre dischi con l'etichetta Sub Pop.
Tra i singoli pubblicati da loro, figura anche uno split con i Nirvana intitolato Candy (Live)/Molly's Lips (Live).

## Formazione
- John Robinson: voce
- Matt Bischoff: basso
- James Clower: chitarra
- Rick Kulwicki: chitarra
- Garrett Shavlik: batteria

## Discografia

### Album
- 1986 - Punch N Judy
- 1988 - Clear Black Paper
- 1989 - Roadmouth
- 1993 - Purplemetalflakemusic

### EP
- 1989 - Freak Magnet
- 1990 - Glue
- 1992 - Spot the Loon

### Singoli
- 1989 - Tin Top Toy/Tomorrow
- 1989 - Madhouse (Live)/Free Fire Zone (Live) split con Loveslug
- 1991 - Candy (Live)/Molly's Lips (Live) split con Nirvana
- 1993 - On My Feet
- 1988 - Live 1988, bootleg
- 2012 - Cold Outside/Tell Me Things

### Partecipazioni
- AA.VV. Oh Shit - Something's Gone Wrong Again: The Buzzcocks Covers Compilation
- AA.VV. Is it Day I'm Seeing
- AA.VV. Tomorrow - The Grunge Years